# Ust'-Kan
Ust'-Kan (in russo Усть-Кан?) è un selo della Repubblica Autonoma dell'Altaj, nella Russia asiatica, capoluogo del rajon Ust'-Kanskij.